# كارولين هندرسون
كارولين هندرسون (بالسويدية: Caroline Henderson)‏ هي عازفة الجاز ومغنية وممثلة سويدية، ولدت في 28 فبراير 1962 بستوكهولم في السويد.

## وصلات خارجية
- كارولين هندرسون على موقع IMDb (الإنجليزية)
- كارولين هندرسون على موقع ميوزك برينز (الإنجليزية)
- كارولين هندرسون على موقع أول موفي (الإنجليزية)
- كارولين هندرسون على موقع أول ميوزيك (الإنجليزية)
- كارولين هندرسون على موقع ديسكوغز (الإنجليزية)
- كارولين هندرسون على موقع قاعدة بيانات الفيلم (الإنجليزية)